# FIFA 12
FIFA 12 (conhecido como FIFA Soccer 12  na América do Norte) é a décima nona edição de FIFA para videogames. O jogo foi desenvolvido pela EA Canada, e lançado e publicado pela EA Sports em 27 de setembro de 2011 na América do Norte, 29 de setembro de 2011 na Austrália e 2 de outubro de 2011 na Europa para todas as plataformas. A versão de FIFA 12 para Windows é o segundo da série a usar o mesmo motor do jogo feito para os consoles PlayStation 3 e Xbox 360, lançado na versão anterior (FIFA 11).

## Novidades[2][3][4]
FIFA 12 é a mais uma edição da popular franquia de simuladores de futebol da Electronic Arts. Essa edição da série traz algumas novidades em relação ao seu antecessor. Dessa vez a engine de impactos foi refeita e agora o contato entre os jogadores está ainda mais realista.
- Inteligência Artificial- A inteligência artificial também recebeu alguns ajustes, deixando o sistema de “personalidade” dos craques muito mais elaborado. Assim, o comportamento dos jogadores virtuais será coerente com o de suas contrapartes reais.ar
- Novidades Online- Outra grande novidade de FIFA 12 é a introdução de uma “rede social” dentro do jogo. O EA Sports FIFA Football Club integrará os jogadores de FIFA e fãs de futebol. A cada rodada o Football Club reunirá partidas particularmente interessantes das principais ligas de futebol do mundo e as transformará em “desafios” de jogo.
- Impact Engine- Novidade que registra em tempo real o contato entre jogadores (cintura, joelhos, cabeça, etc.) e as lesões dos jogadores. A Inteligência Artificial, através deste novo “motor”, registrará as áreas do corpo que foram lesionadas.

Outra novidades é que os jogadores agora podem se lesionar mesmo quando não estão com a posse da bola. Estas lesões sem bola acontecem, principalmente, quando um jogador chega atrasado em um lance.
Isso faz de FIFA 12 um dos maiores jogos de futebol da história.

## Requerimentos de Sistema
A versão para computador tem os seguintes requerimento de sistema:
- Processador: Intel Core 2 Duo / AMD Athlon equivalente
- Velocidade do processador: 2 núcleos de 1.8 GHz
- Memória RAM: 1 GB
- Memória de vídeo: 256 MB
- Chipset de vídeo: NVIDIA 6800 / ATI X1600
- Direct3D: Sim
- Versão do DirectX: 9.0c
- Sistemas Operacionais: Windows XP, Windows Vista, Windows 7
- Espaço: 6 GB livres em disco

## Demo[6]
A demonstração de FIFA 12 possui seis times disponíveis: Arsenal, Barcelona, Borussia Dortmund, Manchester City, Olympique de Marseille e Milan, todos contando com os atletas oficiais que tem seu rosto reproduzido fielmente pela engine do jogo.
Cada partida dura dois tempos com 3 minutos cada, e estão inclusos diversos tutoriais que ensinam como bater faltas, roubar bolas e enganar os adversários com belos dribles. A qualquer momento, o jogador pode pular tais instruções, embora seja essencial aprender as novas táticas de marcação para ter um bom desempenho nas partidas.

## Licenças[7][8]
| - A League - A Bundesliga - Pro League - Brasileirão - Superliga - Premier League - Npower Championship - Npower League1 - Npower League2 - Ligue 1 - Ligue 2 - Bundesliga - 2 Bundesliga - Serie A - Serie B - Sonata K League - Primera División - Eredivisie - Tippeligaen - Polska Liga - Liga Zon Sagres - Irish League - Liga Russa - SPL - La Liga - Liga Adelante - Allsvenskan - Axpo SL - MLS | - AEK Athens - Boca Juniors - Kaizer Chiefs - Olympiakos CFP - Orlando Pirates - Panathinaikos - PAOK - Racing Club - River Plate - Galatasaray Spor Kulübü | - Argentina - Austrália - Áustria - Bélgica - Brasil - Bulgária - Camarões - Chile - Colômbia - Costa do Marfim - Croácia - Dinamarca - Equador - Egito - Inglaterra - Finlândia - França - Alemanha - Grécia - Hungria - Irlanda - Itália - Coreia do Sul - México - Holanda - Nova Zelândia - Irlanda do Norte - Noruega - Peru | - Polónia - Portugal - Roménia - Rússia - Escócia - Eslovénia - África do Sul - Espanha - Suécia - Suíça - Turquia - Estados Unidos - Uruguai |

#### Liga Mundial
- Classic XI
- World XI

## Estádios[9]
| Estádios Licenciados - Allianz Arena (Bayern de Munique) - Imtech Arena (SV Hamburg) - Signal Iduna Park (Borussia Dortmund) - Veltins Arena (Schalke 04) - Olympiastadion (Hertha BSC) - Santiago Bernabeu (Real Madrid) - Estádio Vicente Calderón (Atlético de Madrid) - Estadio Mestalla (Valencia FC) - Camp Nou (FC Barcelona) - Emirates Stadium (Arsenal FC) - Old Trafford (Manchester United) - St James' Park (Newcastle) - Stamford Bridge (Chelsea FC) - Wembley Stadium (Inglaterra) - Etihad Stadium (Manchester City) - Craven Cottage (Fulham FC) - Juventus Stadium (Juventus) - Stadio Olimpico (AS Roma, Lazio) - San Siro (Inter de Milão, AC Milan) - Stade Vélodrome (Olympique Marseille) - Stade de Gerland (Olympique Lyonnais) - Estadio Azteca (Club América) | Estádios Genéricos - Estadio Presidente G.Lopes - El Bombastico - O Dromo - Stadion Olympik - Crown Lane - Eastpoint Arena - Century Park Arena - El Medio - British Modern - El Reducto - Estadio Latino - Estadio De Las Artes - Estadio del Pueblo - Euro Park - FIWC Stadium (exclusivo PS3) - Forest Park Stadium - Ivy Lane - Court Lane - Olimpico Arena - Pratelstvi Arena - Stade Kokoto - Stade Municipal - Stadion 23. Maj - Stadion Europa | - Stadion Neder - Town Park - Union Park Stadium |

## Trilha Sonora
| - Alex Metric & Steve Angello - "Open Your Eyes" - All Mankind - "Break the Spell" - Architecture in Helsinki - "Escapee" - Gabriel o Pensador e Bloco Bleque - "Só Tem Jogador" - Chase & Status - "No Problem" - Crystal Castles & Robert Smith - "Not in Love" - Cansei de Ser Sexy - "Hits Me Like a Rock" - The Chain Gang Of 1974 - "Hold On" - Cut Copy - "Where I'm Going" - Digitalism - "Circles" - DJ Raff - "Latino & Proud" - El Guincho - "Bombay (Fresh Touch Dub Mix)" - Empresarios - "Sabor Tropical" - Foster the People - "Call It What You Want" - GIVERS - "Up Up Up" - Glasvegas - "The World Is Yours" - Graffiti6 - "Stare into the Sun" - Grouplove - "Colours (Captain Cutz Remix)" - The Hives - "Thousand Answers" - The Japanese Popstars - "Let Go" | - Kasabian - "Switchblade Smiles" - La Vida Bohème - "El Buen Salvaje" - Little Dragon - "Nightlight" - Macaco - "Una Sola Voz" - Marteria ft. Yasha - "Verstrahlt" - The Medics - "City" - Monarchy - "The Phoenix Alive (Kris Menace Remix)" - The Naked and Famous - "Punching in a Dream" - Pint Shot Riot - "Twisted Soul" - Portugal. The Man - "Got It All (This Can't Be Living Now)" - Rock Mafia - "The Big Bang" - Spank Rock - "Energy" - The Strokes - "Machu Picchu - The Ting Tings - "Hands" - The Vaccines - "Wreckin' Bar (Ra Ra Ra)" - Thievery Corporation - Tittsworth, Alvin Risk & Maluca - "La Campana" - TV on the Radio - "Will Do" - Tying Tiffany - "Drownin'" |